# Silene dioica
Silene dioica é uma espécie de planta com flor pertencente à família Caryophyllaceae.
A autoridade científica da espécie é (L.) Clairv., tendo sido publicada em Manuel d'Herborisation en Suisse et en Valais 146. 1811.

## Portugal

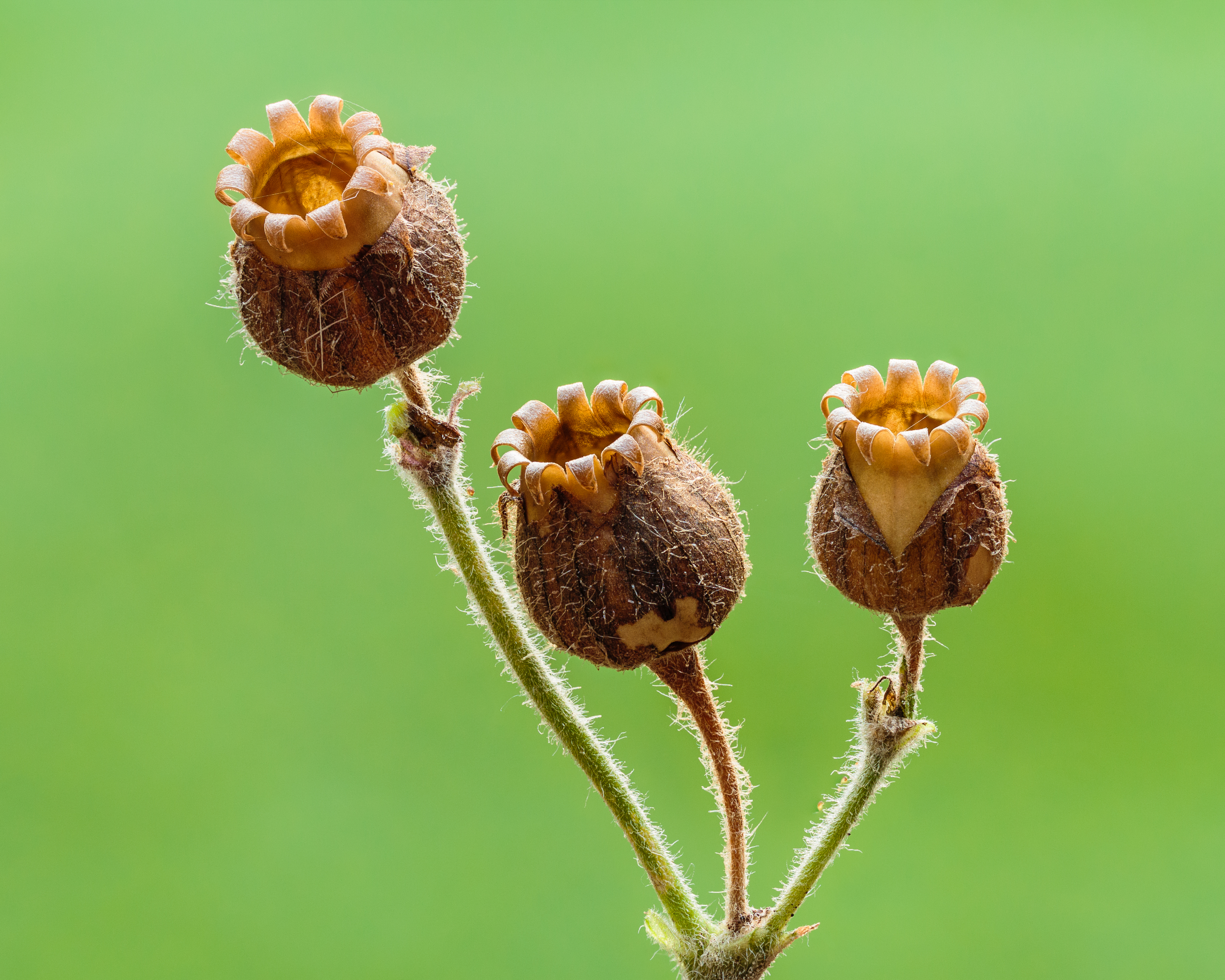
Vagens de sementes de uma Silene dioica.

Trata-se de uma espécie presente no território português, nomeadamente em Portugal Continental.
Em termos de naturalidade é nativa da regição atrás indicada.

## Protecção
Não se encontra protegida por legislação portuguesa ou da Comunidade Europeia.